# Liste der Officers des Order of Canada/P
Diese Liste gibt einen Überblick aller Personen, die mit der Auszeichnung Officer of the Order of Canada ausgezeichnet wurden.

## P
1. Charles Pachter (2011)
2. William Anthony Paddon
3. Garnet T. Page
4. Steve Paikin (2013)
5. Jean Palardy
6. Alfred Ernest Pallister
7. Jacques Papillon
8. Andrée Paradis
9. Blanche Paradis
10. Marcel Paré
11. Paul Paré
12. André Parent
13. Omer Parent
14. Patrick S. Parfrey
15. Gudrun J. B. Parker
16. John H. Parker
17. Jon Kimura Parker
18. Raymond C. Parker
19. William J. Parker
20. Timothy R. Parsons
21. Alexander Kennedy Paterson
22. Rowan Paterson
23. Rose M. Patten
24. Gordon Neil Patterson
25. H. Thomas Patterson
26. James Allen Pattison
27. François Paulette
28. Howard Pawley
29. Anthony James Pawson
30. F. A. W. Peacock
31. Geoffrey Arthur Holland Pearson
32. Landon Pearson
33. Neil E. Peart
34. K. George Pedersen
35. Vida H. Peene
36. Gilles Pelletier
37. Jean Pelletier
38. Jean Pelletier
39. Denise Pelletier-Zarov
40. Tony Penikett (2020)
41. Debra Pepler
42. Clermont Pépin
43. David Peregrine
44. Lewis Perinbam
45. Gordon W. Perkin (2009)
46. Albert B. Perlin
47. Vera Perlin
48. Germain Perreault
49. Aline Perrier
50. M. Vera Peters
51. Roy E. Peterson
52. Donat Pharand
53. Michael Phelps
54. Bruce Phillips (2009)
55. Robin Phillips
56. Roger Phillips
57. Eliot A. Phillipson (2013)
58. Isaac C. Phills
59. Ellen Irene Picard
60. Marcel Piché
61. Lloyd Montgomery Pidgeon
62. Adrianne Pieczonka
63. Sophie May Pierre
64. Jean E. Pigott
65. Jean-Guy Pilon
66. Victor Pilon (2012)
67. Irving Charles Pink
68. Martha C. Piper
69. P. Michael Pitfield (2012)
70. Walter George Pitman
71. Bernard Pivot (2008)
72. Luc Plamondon
73. Joseph Plaskett
74. Ivan Barry Pless
75. Gérard Plourde
76. Joseph-Aurèle Plourde
77. Francis A. Plummer
78. Beryl Plumptre
79. Stephen G. Podborski
80. Susan A. Point
81. Anne Claire Poirier
82. Gérard Poirier
83. Louis J. Poirier
84. Jean-Marie Poitras
85. Daniel Poliquin
86. Sarah Polley (2013)
87. Carl A. Pollock
88. Samuel P. S. Pollock
89. Sharon Pollock (2012)
90. René Pomerleau
91. John Edward Poole
92. John W. (Jack) Poole
93. Anna Porter
94. Arthur Porter
95. Barry Innis Posner
96. Jean A. Pouliot
97. Richard Pound
98. D. Gregory Powell
99. Alfred Powis
100. Neville G. Poy
101. Alice Poznanska-Parizeau
102. Eva Sophie Prager
103. Gerald Pratley
104. Cranford Pratt
105. William D. Pratt
106. John Gerald Prentice
107. André Prévost
108. Robert Prévost
109. John H. Price
110. Raymond A. Price
111. J. Robert S. Prichard
112. Dorothy M. Pringle
113. Guylène Proulx (2009)
114. Guy Provost
115. Richard Puddephatt
116. Thomas C. Pullen
117. Gillis Purcell
118. Al Purdy
119. Glenn Pushelberg (2013)